# فقد حاسة الذوق

فقد حاسة التذوق هو فقدان وظائف التذوق في اللسان، وخاصة عدم القدرة على اكتشاف المذاقات الخمسة الأساسية: الحلاوة، والحموضة، والمرارة، والملوحة، والأومامي (بمعنى «طعم لطيف»). يتم الخلط في بعض الأحيان بين فقد حاسة التذوق وفقد حاسة الشم. لأن اللسان يمكن أن يشير فقط إلى الملمس والتمييز بين الحلو والحامض والمر والمالح والأومامي، فإن معظم ما يُنظر إليه على أنه حاسة الذوق مشتق من الرائحة. إن فقدان حاسة التذوق بشكل كامل يعتبر نادر نسبيًا مقارنة بنقص حاسة التذوق - فقدان جزئي لحاسة التذوق - وخلل التذوق - تشوه أو تغيير في حاسة التذوق.

## الأسباب
الأسباب الرئيسية لاضطرابات التذوق هي صدمة الرأس، والتهابات الجهاز التنفسي العلوي، والتعرض للمواد السامة، والأسباب علاجية المنشأ، وبعض الأدوية، و«متلازمة الفم الحارق (BMS))».
يمكن أن تتسبب صدمة الرأس في حدوث آفات في مناطق الجهاز العصبي المركزي التي تشارك في معالجة محفزات التذوق، بما في ذلك المهاد وجذع الدماغ والفص الصدغي.  يمكن أن يتسبب أيضًا في تلف المسارات العصبية المرتبطة بنقل محفزات التذوق.

### التلف العصبي
يمكن أن يتسبب تلف الأنسجة في الأعصاب التي تدعم اللسان في الإصابة بفقدان حاسة التذوق، وخاصةً تلف العصب الحبل الطبلي والعصب اللساني البلعومي.

### مشاكل في نظام الغدد الصماء
يمكن أن يسبب نقص فيتامين ب 3 (النياسين) والزنك مشاكل في نظام الغدد الصماء، مما قد يتسبب في فقدان المذاق أو تغييره. يمكن أن تسبب اضطرابات في نظام الغدد الصماء، مثل متلازمة كوشينغ، وقصور الغدة الدرقية ومرض السكري، ومشاكل أخرى مماثلة.  يمكن أن يحدث فقدان حاسة التذوق أيضًا بسبب الآثار الجانبية الطبية للأدوية المضادة للروماتيزم مثل البنسيلامين والأدوية المضادة للتكاثر الخلوي مثل سيسبلاتين ومثبطات الإنزيم المحول للأنجيوتنسين والأدوية الأخرى بما في ذلك أزيلاستين وكلاريثروميسين وتيربينافين وزوبيكلون.

### أسباب أخرى
يمكن أن يتسبب الضرر والالتهاب الموضعي الذي يتعارض مع براعم التذوق أو الجهاز العصبي الموضعي، مثل تلك الناتجة عن العلاج الإشعاعي أو التهاب اللسان أو تعاطي التبغ أو ارتداء أطقم الأسنان، في الإصابة بفقدان حاسة التذوق.  تشمل الأسباب الأخرى المعروفة فقدان حساسية المذاق من الشيخوخة (مما يسبب صعوبة في اكتشاف الذوق المالح أو المرير)، واضطراب القلق، والسرطان، والفشل الكلوي وفشل الكبد.
في الآونة الأخيرة، تم الإبلاغ عن 88٪ من سلسلة تضم أكثر من 400 مريض بمرض كوفيد-19 في أوروبا للإبلاغ عن خلل في التذوق (أبلغ 86٪ عن خلل في حاسة الشم أيضًا).يحدث فقدان التذوق في عدد لا يستهان به من المرضى المتأثرين بـ كوفيد ‐19، ويمكن أن يمثل فقدان التذوق وفقدان الشم أو خلل في أحد أو كِلا هاتين الحاستين الأعراض الأولى أو الوحيدة الموجودة لكوفيد-19.

## التشخيص
يتم تشخيص كل من اضطرابات التذوق والشم من قبل طبيب الأنف والأذن والحنجرة. يمكن لطبيب الأنف والأذن والحنجرة تحديد مدى اضطراب التذوق عن طريق قياس أدنى تركيز لجودة التذوق التذي يمكن للمريض اكتشافه أو التعرف عليه.  قد يُطلب من المريض أيضًا مقارنة مذاق المواد المختلفة أو ملاحظة كيفية نمو شدة المذاق عند زيادة تركيز المادة. طور العلماء اختبار التذوق الذي يستجيب فيه المريض للتركيزات الكيميائية المختلفة.

## روابط خارجية
- قاموس MedTerms الطبي على الإنترنت. "Ageusia" . تم استرجاعه في 15 أبريل 2005.
- دفتر ممارسة الأسرة. «إحساس الذوق» . تم استرجاعه في 15 أبريل 2005.
- مستشفى ماساتشوستس للعيون والأذن. «اضطرابات الذوق» . تم استرجاعه في 26 مايو 2010.